# Madonna Del Beccuto

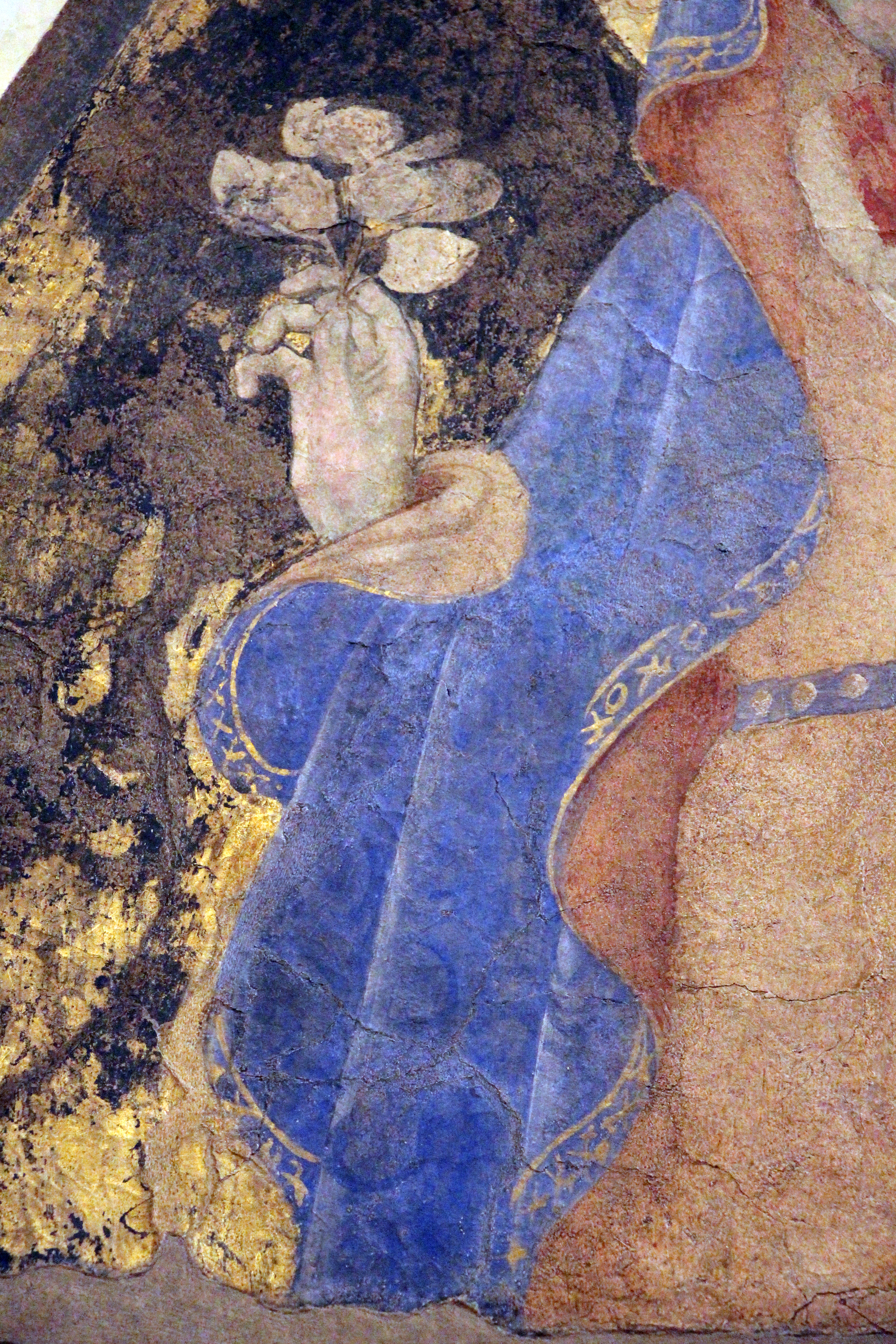
Dettaglio

La Madonna Del Beccuto è un affresco staccato (90x102 cm) di Paolo Uccello, databile al 1420-1425 circa e conservato nel Museo nazionale di San Marco a Firenze.

## Storia
L'affresco fu trovato in una delle case dei Del Beccuto durante le demolizioni del Risanamento di Firenze (1894) che portarono all'allargamento di via de' Vecchietti. L'edificio si trovava tra via del Beccuto (oggi via dei Vecchietti) e via Teatina, non lontano dalla chiesa di Santa Maria Maggiore.
Parronchi (1969) fu il primo ad attribuire l'affresco a Paolo Uccello, sulla base di somiglianze con un San Paolo nel sottarco della cappella dell'Assunta a Prato, affrescata dal pittore una decina d'anni dopo, ipotesi rafforzata dal fatto che appartenenti ai Del Beccuto erano la madre di Paolo Uccello e lo zio Deo di Deo Beccuti, uno dei suoi primi protettori, che lo patrocinò nel viaggio a Venezia del 1425-1431. Fu forse proprio Deo il committente dell'affresco. L'attribuzione del Parronchi, con riferimento alla gioventù del pittore, non è mai stata sostanzialmente messa in dubbio dalla critica successiva. Carlo Volpe ne anticipò la datazione alle primissime opere dell'artista, come confermò anche Boskovits.

## Descrizione e stile
La lunetta, che doveva soprastare una porta, è danneggiata ma mostra tracce del fondo oro originario, di cui sono ormai rari gli esempi superstiti ad affresco. Ha un'iconografia tradizionale, con la Vergine a mezza figura che regge il Bambino con la sinistra e con la destra, mentre guarda lo spettatore, tiene un mazzolino di fiori bianchi.
Pur nel cattivo stato di conservazione del dipinto, è possibile notare come allo schema tradizionale siano impostati ritmi più dinamici, legati all'influenza dello stile tardogotico praticato nella bottega di Lorenzo Ghiberti (dove anche Paolo Uccello si formò), come si evince dalle ampie falcate delle pieghe del manto della Vergine o della fascia del Bambino, gonfiate dal vento con movenze ondulate. Alcuni elementi insoliti rafforzano la proposta attributiva all'inquieto artista, come una certa ricerca di asimmetria, l'originale fisionomia rustica di Maria, la scomposta agitazione del Bambino.